# محافظة سفالة
محافظة سُفالة (بالإنجليزية: Sofala Province)‏ هي محافظة في موزمبيق، عاصمتها بيرا، تبلغ مساحتها 68٬018 كيلومتر مربع.

## الموقع
تشترك في الحدود مع:
- محافظة إنهامبان
- محافظة تيتي
- محافظة مانيكا
- محافظة زامبيزيا.